# Bioelectronică
Bioelectronica este o ramură a electronicii precum și a bioingineriei care se ocupă de aplicarea electronicii în domeniul fiziologiei și biologiei. Se aplică de exemplu la unele aparate medicale. Este o disciplină relativ recent constituită la interfața dintre electronică, fiziologie, bioelectrochimie și inginerie biochimică.

## Definiție
La primul C.E.C. Workshop (Bruxelles, noiembrie 1991) bioelectronica a fost definită ca „utilizarea materialelor biologice pentru sistemele de procesare a informațiilor și noile dispozitive”. Bioelectronica, în special electronica bio-moleculară, a fost descrisă drept „cercetarea și dezvoltarea materialelor anorganice și organice inspirate de bio (de exemplu, auto-asamblare) și construcții hardware de inspirație biologică (adică paralelism masiv) pentru implementarea noilor sisteme de procesare a informațiilor și pentru fabricarea moleculară până la scara atomică”.

## Istoric
Tehnologia electronică a fost aplicată biologiei și medicinii de la inventarea stimulatorului cardiac și a imagisticii medicale. În 2009, un sondaj al publicațiilor care utilizează termenul a sugerat că centrul de activitate era în Europa (43%), urmat de Asia (23%) și de Statele Unite (20%).

## Materiale
Bioelectronica este aplicarea de materiale electronice în domeniul bioelectronicii. Materialele organice (adică conținând carbon) prezintă o mare promisiune atunci când vine vorba de interfața cu sistemele biologice. Aplicațiile actuale se concentrează în jurul neuroștiinței și infecției.
Fiind unul dintre puținele materiale bine stabilite în tehnologia CMOS, nitrura de titan (TiN) s-a dovedit a fi extrem de stabilă și foarte potrivită pentru aplicațiile electrodului în implanturile medicale.